# USS Admiralty Islands (CVE-99)
USS Admiralty Islands (CVE-99) – był amerykańskim lotniskowcem eskortowym typu  Casablanca, który w końcowym okresie II wojny światowej wszedł w skład floty Marynarki Wojennej Stanów Zjednoczonych. Jego nazwa pochodzi od Wysp Admiralicji (zachodnia część Archipelagu Bismarcka), o które walczono na początku 1944 roku.
Stępkę pod okręt (zwany wówczas „Chapin Bay”) położono 26 lutego 1944 roku w stoczni Kaiser, w ramach kontraktu Maritime Commission. 26 kwietnia 1944 roku nazwę lotniskowca zmieniono na „Admiralty Islands” i 10 maja 1944 roku zwodowano (matką chrzestną została żona Homera N. Wallina). 13 czerwca 1944 roku okręt przekazano Marynarce Wojennej Stanów Zjednoczonych, pod tymczasowe dowództwo kapitana J.D. Barnera. Później dowódcą został kapitan M.E.A. Gouin.

## Służba
2 lipca okręt odbił od brzegu w celu przeprowadzenia testów w Cieśninie Puget, a następnie popłynął do San Francisco, gdzie został zatankowany olejem napędowym oraz benzyną lotniczą. 14 lipca dopłynął do San Diego, gdzie przeprowadzono dalsze testy, a następnie został włączony do Eskadry Lotniskowców Transportowych wchodzącej w skład Floty Pacyfiku. Zadaniem "Admiralty Islands" było transportowanie samolotów, części oraz personelu do lotniskowców działających na pierwszej linii frontu.
Po krótkim pobycie w Pearl Harbor, "Admiralty Islands" skierował się w pierwszy rejs na Wyspy Marshalla. Po dostarczeniu ładunku na atol Majuro (9 sierpnia), okręt udał się (poprzez Pearl Harbor) w drogę powrotną do San Francisco (gdzie dotarł 24 sierpnia). We wrześniu  popłynął z ładunkiem do Finschhafen (Nowa Gwinea), a następnie 7 października powrócił do San Diego. Od 8 do 26 października okręt przechodził niezbędne przeróbki. Po zakończeniu wszystkich prac, 29 października "Admirality Islands" udał się do Bazy Sił Powietrznych Marynarki w Alameda (Kalifornia), skąd po załadunku samolotów i zakwaterowaniu personelu, ponownie wyruszył do Finschhafen (gdzie dopłynął 21 listopada). Po rozładunku, okręt udał się na Manus (główna wyspa grupy Wysp Admiralicji), a następnie 23 listopada (po krótkim postoju w Seeadler Harbor), odpłynął do Pearl Harbor (gdzie znalazł się 6 grudnia) i dalej do San Diego. Po załadunku samolotów i personelu wojskowego, okręt wyruszył do Pearl Harbor, gdzie załoga spędziła święta Bożego Narodzenia, a następnie udał się w dalszą drogę do Guam. Po dotarciu lotniskowca do wyspy (6 stycznia 1945), samoloty wraz z personelem zostały przemieszczone na jej lotniska. 10 stycznia popłynął do Perl Harbor (zjawił się tam 20 stycznia), gdzie rozpoczęto naprawę silnika głównego.
31 stycznia "Admiralty Islands" został załadowany 61 samolotami i 2 lutego opuścił port z zadaniem wspierania lotniskowców biorących udział  w walkach o przejęcie wyspy Iwo Jima. 16 lutego, po dwóch krótkich postojach (Eniwetok i Ulithi), okręt dołączył do Grupy Operacyjnej 50.8, która wspierała logistycznie Siły Uderzeniowe 58. Zadania te pełnił do 2 marca, kiedy to udał się na Guam w celu uzupełnienia zaopatrzenia oraz wykonania drobnych napraw kadłuba. 13 marca ponownie dołączył do Grupy Operacyjnej 50.8, która w tym czasie wspierała już okręty biorące udział w operacjach u wybrzeży Okinawy. Lotniskowiec pełni rolę wsparcia logistycznego z krótkimi przerwami, w czasie których powracał na Guam w celu uzupełnienia wyposażenia. 
18 kwietnia doszło do katastrofy - podczas lądowania samolot wypadł za burtę, pilot zginął. 24 kwietnia "Admiralty Islands" udał się na Guam, gdzie przeszedł naprawę dwóch nieczynnych kotłów. 14 maja, po zakończeniu napraw, ponownie dołączył do Grupy Operacyjnej 50.8. 28 maja okręt przekierowano do Grupy Operacyjnej 30.8 z zadaniem wsparcia uderzeń lotniczych na Japonię. 20 lipca wydarzyła się kolejna katastrofa – podczas lądowania rozbił się samolot, a w wyniku powstałego pożaru zginęła jedna osoba. 21 lipca okręt odłączył się od jednostek III Floty i skierował się na Guam, gdzie wyładowano jego wyposażenie, a następnie udał się w dalszą podróż do San Diego (dotarł tam 11 sierpnia). Po przepłynięciu do San Pedro, został poddany niezbędnym naprawom oraz przeróbkom. Wykonanie przeróbek zostało jednak anulowane z powodu kapitulacji Japonii. 
Od 1 września "Admiralty Islands" brał udział w operacji  Magic Carpet, której celem było przetransportowanie żołnierzy amerykańskich z powrotem do USA. Obowiązki te pełnił do 24 kwietnia 1946 roku, kiedy to został wycofany ze służby. 8 maja został wykreślony z rejestru okrętów Marynarki Wojennej Stanów Zjednoczonych i 2 stycznia 1947 roku sprzedano firmie Zidell Machinery and Supply Company (Portland). Okręt został zezłomowany zaledwie kilka mil od stoczni Kaiser, w której został zbudowany parę lat wcześniej.
USS "Admiralty Islands" otrzymał trzy odznaczenia battle star za służbę podczas II wojny światowej.